# الشط (مدريد)
الشَّط أو الجيط أو (نقحرة: ألجيتي) (بالإنجليزية: Algete)‏ هي بلدية ومدينة في منطقة الحكم الذاتي وتقع في منطقة مدريد في وسط إسبانيا. تبلغ مساحة هذه المدينة 37.88 (كم²)، ويبلغ عدد سكانها 20481 نسمة حسب إحصاء سنة 2010 م.

## وصلات خارجية
- الموقع الرسمي